# Santa Cruz de Mao
Santa Cruz de Mao (ou simplement Mao) est le chef-lieu de la province de Valverde, située au nord-ouest de la République dominicaine. Sa population est de 49 475 habitants (47 828 en zone urbaine et 1 647 en zone rurale).[Quand ?]
Mao est officiellement devenue une commune le 10 juillet 1882, par le décret n° 2038 du président Fernando Arturo Meriño.
Le nom Mao est d'origine indienne taíno et signifie: Terre entre rivières, et en effet, la ville est entourée par la rivière du même nom au sud-ouest, le Río Yaque del Norte au Nord et le Río Gurabo à l'Ouest.
C'est une ville où l'agriculture est encore la principale ressource économique, grâce aux multiples canaux d'irrigation.
La ville a été témoin des premières récoltes de riz sur le sol dominicain grâce à Monsieur Bogaert et à son fils, Albert Bogaert (de Belgique), qui ont ensemencé 10 acres de terre durant l'année 1919. Ce fut alors le début d'une activité qui aujourd'hui est très importante pour le développement de la province de Valverde et fondamentale pour le développement de la commune de Mao.
On y cultive aussi des bananes et autres fruits.